# Svetli (Kamtxatka)
|  | Per a altres significats, vegeu «Svetli». |

Svetli (en rus: Светлый) és un poble (un possiólok) del krai de Kamtxatka, a Rússia, que el 2020 tenia 971 habitants. Pertany al districte de Iélizovo.